# Communauté de communes Bièvre Chambaran
La communauté de communes de Bièvre Chambaran était une communauté de communes française, située dans le département de l'Isère et la région Rhône-Alpes.
Elle était née le 1er janvier 2012 de la fusion de la Communauté de communes de Bièvre Toutes Aures avec la Communauté de communes du Pays de Chambaran.
À compter du 1er janvier 2014, la communauté de communes, après consultation des différents conseils municipaux, a décidé de fusionner avec la communauté de communes du Pays de Bièvre-Liers, voisine avec notamment la ville de la Côte Saint André. Cette fusion va dans le sens d'avoir une communauté puissante entre les différents pôles urbains (Voiron, Grenoble, Lyon). Cette intercommunalité portera le nom de « Communauté de communes Bièvre Isère ».
C'est une étape pour la création Pays de Bièvre-Valloire, structure interlocutrice avec la région Rhône-Alpes pour le développement économique, social avec le CDDRA et le PSADER  ("le contrat dans le contrat" LB LCSA)

## Composition
La communauté de communes regroupait les 21 communes suivantes :
| Nom                                   | Code Insee | Gentilé          | Superficie (km2) | Population (dernière pop. légale) | Densité (hab./km2) |
| ------------------------------------- | ---------- | ---------------- | ---------------- | --------------------------------- | ------------------ |
| Saint-Étienne-de-Saint-Geoirs (siège) | 38384      | Stéphanois       | 18,62            | 3 274 (2014)                      | 176                |
| Beaufort                              | 38032      | Beaufortois      | 8,69             | 572 (2014)                        | 66                 |
| Bressieux                             | 38056      | Bressieurots     | 0,89             | 88 (2014)                         | 99                 |
| Brion                                 | 38060      | Brionnais        | 3,94             | 134 (2014)                        | 34                 |
| Châtenay                              | 38093      | Chatenois        | 4,62             | 443 (2014)                        | 96                 |
| La Forteresse                         | 38171      | Fortariaux       | 9,22             | 325 (2014)                        | 35                 |
| Lentiol                               | 38209      | Lentiolois       | 7,60             | 221 (2014)                        | 29                 |
| Marcilloles                           | 38218      | Marcillolais     | 9,50             | 1 029 (2014)                      | 108                |
| Marcollin                             | 38219      | Marcollinois     | 10,69            | 666 (2014)                        | 62                 |
| Marnans                               | 38221      | Marnanchots      | 6,60             | 156 (2014)                        | 24                 |
| Montfalcon                            | 38255      | Montfalconnais   | 5,82             | 118 (2014)                        | 20                 |
| Roybon                                | 38347      | Roybonnais       | 67,31            | 1 279 (2014)                      | 19                 |
| Plan                                  | 38308      | Planots          | 6,10             | 252 (2014)                        | 41                 |
| Saint-Clair-sur-Galaure               | 38379      | Saint-Clairois   | 15,30            | 272 (2014)                        | 18                 |
| Saint-Geoirs                          | 38387      | Saint-Geoirdeaux | 6,93             | 521 (2014)                        | 75                 |
| Saint-Michel-de-Saint-Geoirs          | 38427      | Saint-Micharauds | 7,14             | 308 (2014)                        | 43                 |
| Saint-Paul-d'Izeaux                   | 38437      | Saint-Pautois    | 7,63             | 297 (2014)                        | 39                 |
| Saint-Pierre-de-Bressieux             | 38440      | Saint-Pierrois   | 23,08            | 765 (2014)                        | 33                 |
| Sillans                               | 38490      | Sillannais       | 12,61            | 1 884 (2014)                      | 149                |
| Thodure                               | 38505      | Thodurois        | 14,47            | 729 (2014)                        | 50                 |
| Viriville                             | 38561      | Virivillois      | 30,42            | 1 634 (2014)                      | 54                 |

## Historique
Cette communauté de communes nait de la fusion, le 1er janvier 2012, de deux communauté de communes :
- Communauté de communes de Bièvre Toutes Aures
- Communauté de communes du Pays de Chambaran

Depuis le 1er janvier 2014, la Communauté de communes fait partie de la Communauté de communes Bièvre Isère.

### Sources
- Le SPLAF : Site sur la Population et les Limites Administratives de la France, sur le site splaf.free.fr
- La base ASPIC, sur le site aspic.interieur.gouv.fr